# Окопи (Підляське воєводство)
Окопи (пол. Okopy) — село в Польщі, у гміні Суховоля Сокульського повіту Підляського воєводства.
Населення — 83 особи (2011).
У 1975-1998 роках село належало до Білостоцького воєводства.

## Демографія
Демографічна структура станом на 31 березня 2011 року:
|          | Загалом | Допрацездатний вік | Працездатний вік | Постпрацездатний вік |
| -------- | ------- | ------------------ | ---------------- | -------------------- |
| Чоловіки | 49      | 6                  | 36               | 7                    |
| Жінки    | 34      | 5                  | 16               | 13                   |
| Разом    | 83      | 11                 | 52               | 20                   |